# Oparzeniec jadowity
Oparzeniec jadowity, sumak jadowity (Toxicodendron pubescens) – gatunek rośliny z rodziny nanerczowatych. Występuje w południowo-wschodnich rejonach Stanów Zjednoczonych. Dawniej używana polska nazwa zwyczajowa jest wynikiem zaliczania tego gatunku do początków XXI wieku do rodzaju sumak Rhus. Roślina silnie parząca (w Stanach Zjednoczonych powoduje kilkaset tysięcy oparzeń rocznie). W Polsce zarejestrowany jako roślina zdziczała nad Odrą k. Nowej Soli.

## Morfologia
PokrójKrzew do 1 m wysokości z pędami łukowato wzniesionymi i ścielącymi się oraz z podziemnymi rozłogami. Szeroko się rozrasta.
LiścieTrójlistkowe o szerokojajowatych i zaostrzonych listkach, osiągających do 10 cm długości i osadzonych na ogonkach (boczne listki na krótkich, szczytowy na długim). Blaszki są skórzaste z wierzchu błyszczące, spodem owłosione, na brzegu nieregularnie karbowane do wrębnych. Barwa jesienna od koloru żółtego do intensywnie czerwonego.
KwiatyZebrane w silnie owłosione, luźne wiechy osiągające do 5 cm długości. Poszczególne kwiaty są drobne i zielonkawobiałe.
OwocPestkowiec, białe z żółtawym lub zielonkawym odcieniem, o średnicy 0,5 cm.

## Zastosowanie
Roślina ozdobna i lecznicza. Sok niebezpieczny, powodujący bolesne oparzenia. Indianie pozyskiwali z tej rośliny czarny barwnik.